# Kalvø (Genner Bugt)

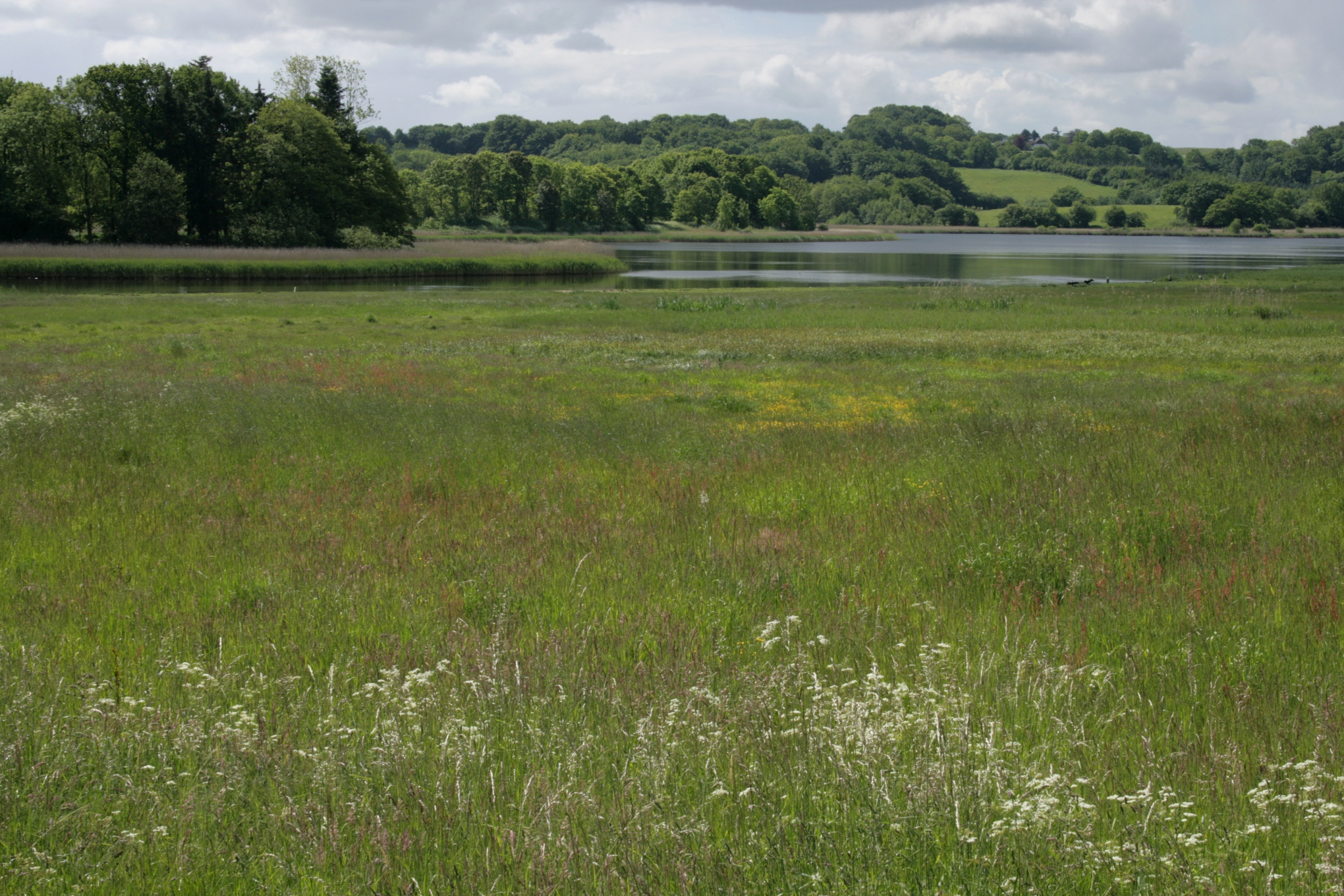
Imagen de Kalvø

Kalvø es una pequeña isla de Dinamarca, localizada al nordeste de Aabenraa, de gran atractivo para el turismo natural.